# آندرسون (کالیفرنیا)
آندرسون (به انگلیسی: Anderson) شهری در شهرستان شاستا ایالت کالیفرنیا است که در سرشماری سال ۲۰۱۰ میلادی، ۹۹۳۲ نفر جمعیت داشته است.